# Крупноплавниковый трёхзуб
Крупноплавниковый трёхзуб (лат. Triodon macropterus) — вид лучепёрых рыб, единственный в роде трёхзубов и семействе трёхзубых, или трёхзубовых (Triodontidae). Распространены в Индо-Тихоокеанской области. Максимальная длина тела 54 см.

## Описание

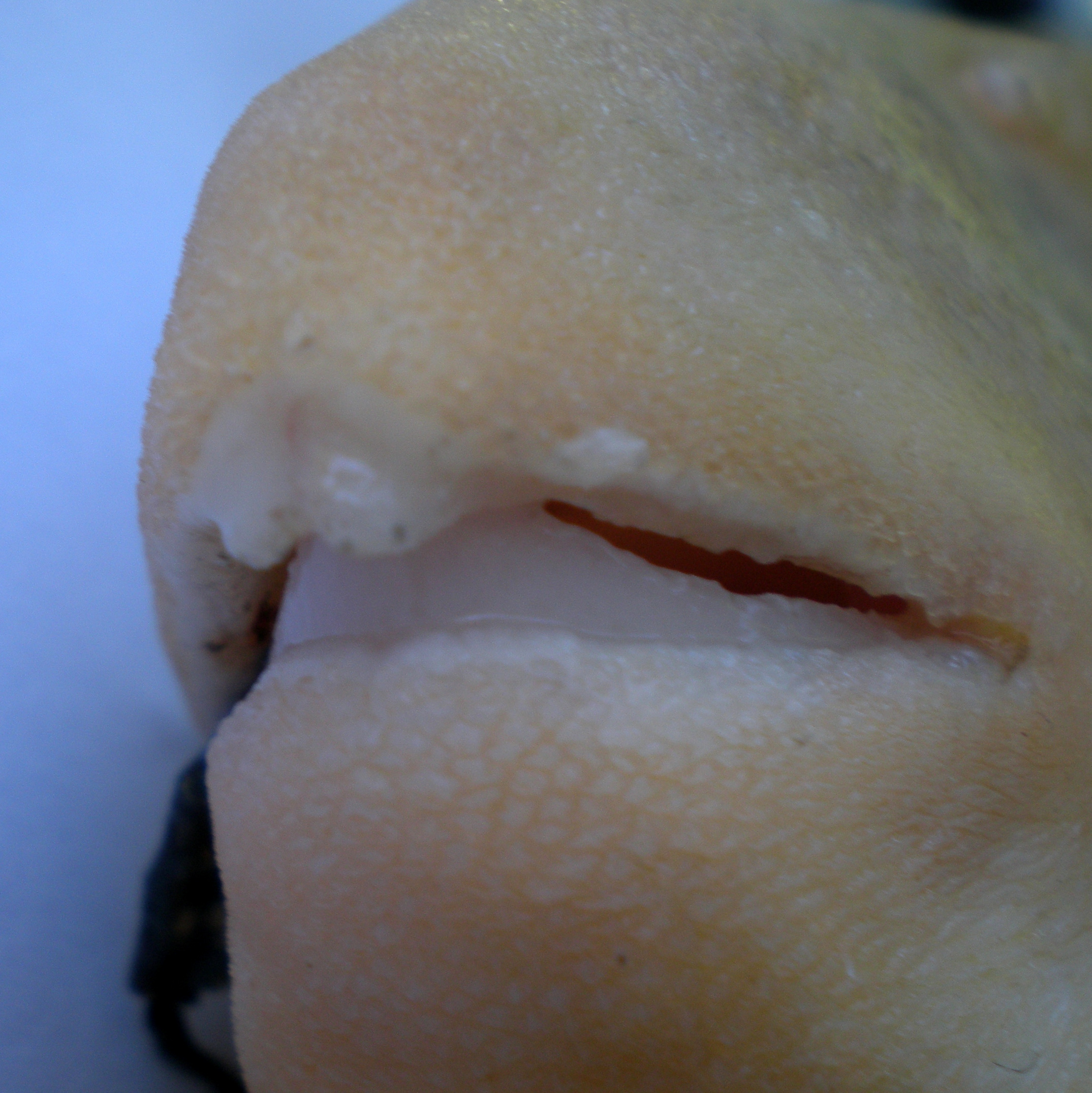
Зубы крупноплавникового трёхзуба

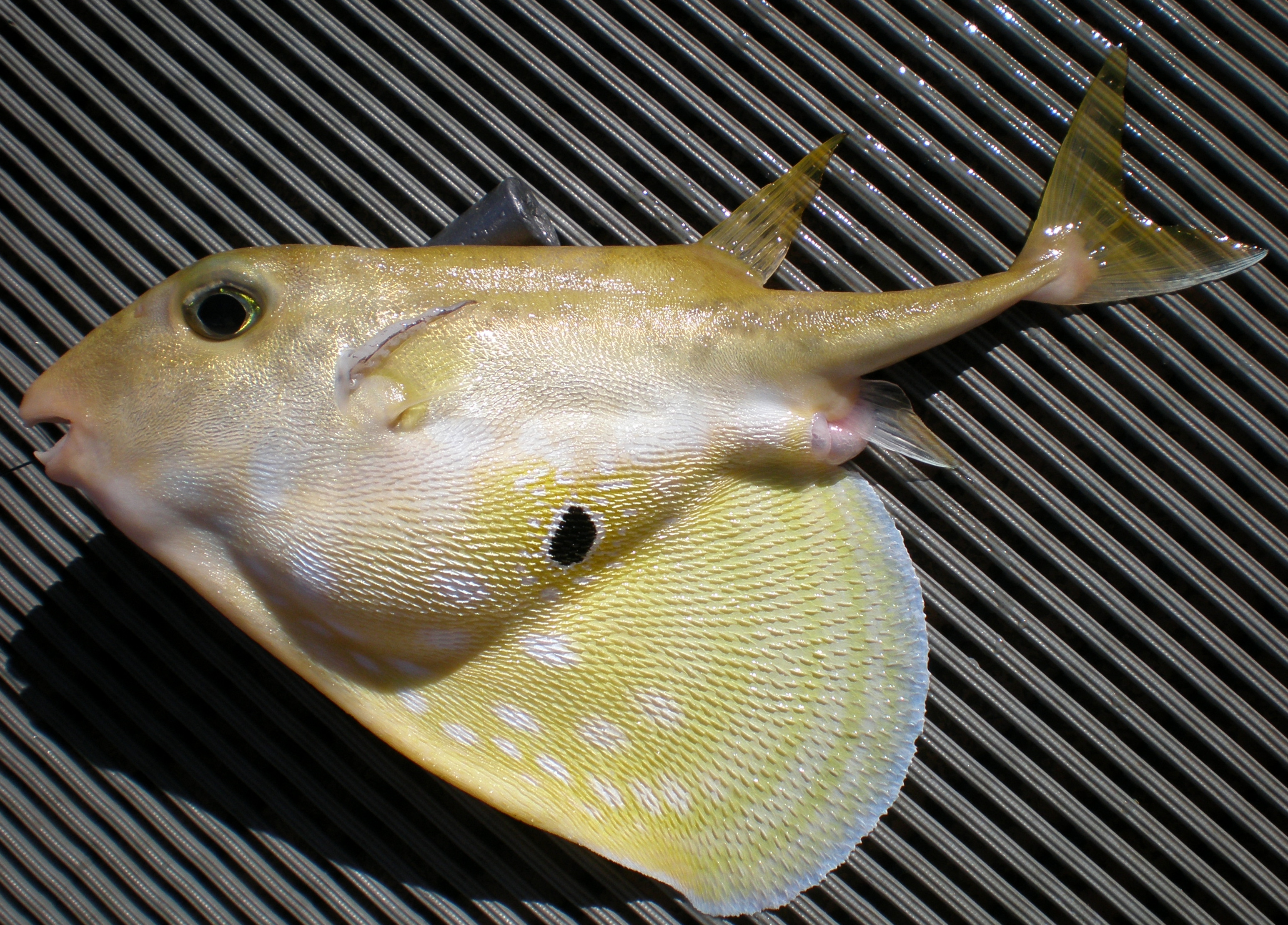
Свежевыловленный экземпляр с наполовину свёрнутым брюшным лоскутом; длина тела 361 мм, масса 689 г

Тело умеренно вытянутое и сжатое с боков. Максимальная длина тела 54 см. Голова большая, её длина составляет 28,5—32,7 % от стандартной длины тела; рыло тупое. Челюсти видоизменены и образуют по форме клюв, на верхней челюсти 2 зуба, а на нижней — один широкий зуб. Глаза расположены высоко на голове. Жаберные отверстия представляют собой короткую вертикальную щель перед основанием грудного плавника. На вентральной стороне тела расположен очень большой лоскут, который может сворачиваться или расширяться при вращении длинного, похожего на вал брюха. Спинной и анальный плавники смещены к задней части тела. В спинном плавнике 10—12 мягких лучей. Перед плавником часто есть две рудиментарные колючки, иногда отсутствуют. В анальном плавнике 9—10 мягких лучей. В грудных плавниках 14—17 мягких лучей. Хвостовой плавник раздвоенный. Боковая линия незаметна. Тело желтовато-коричневое, брюшной лоскут белого цвета, в центре лоскута расположено чёрное пятно с жёлтой областью вокруг пятна. Когда вентральный лоскут складывается к брюшной области, приподнятые гребни на нижних чешуйках лоскута образуют бесшовную поверхность на брюхе.
Молодь крупноплавникового трёхзуба (длина тела 20 мм) отличается от взрослых особей по следующим показателям: большая голова (45% от стандартной длины тела), отсутствие брюшного лоскута, структура чешуи и ноздрей; очень крупный раздутый желудок.

## Ареал
Распространены в Индо-Тихоокеанской области от востока Африки до Филиппин, на север до Японии и на юг до Австралии и Новой Каледонии. Обнаружены у берегов Тонга. Довольно редко встречаются. Обитают на глубине 50—300 м.